# Mérő Csaba
Mérő Csaba (Budapest, 1979. július 7.) magyar amatőr 6 danos gojátékos.

## Élete
Apja Mérő László matematikus. 14 évesen ismerkedett meg a góval, és már 1996-ban megnyerte a magyar bajnokságot és az ifjúsági Európa-bajnokságot.
1999-től 2001-ig Japánban tanult profi gojátékosnak, ahol Kobajasi Csizu tanítványa volt, mellette Rin Kaihó csoportjában is részt vett.
Miután nem sikerült a profi vizsgája, visszatért Európába, ahol az egyik legjobb játékos lett. 2002-ben 3. lett a Toyota Kupában, és 3. helyen végzett az Ing Kupán, amit 2003-ban holtversenyben megnyert. 2003-ban 2. lett a Toyota-döntőn. 2005-ben 2. helyet szerzett a diák Európa-bajnokságon. Nyolcszoros magyar gobajnok.
2006-tól 2008-ig a Magyar Goszövetség elnöke volt.
2007-ben végzett az ELTE Társadalomtudományi Kar szociológia szakán.